# Uzunqazmalar
Uzunqazmalar är en ort i Azerbajdzjan.   Den ligger i distriktet Zaqatala Rayonu, i den nordvästra delen av landet, 300 km väster om huvudstaden Baku. Uzunqazmalar ligger 199 meter över havet och antalet invånare är 413.
Terrängen runt Uzunqazmalar är platt åt nordost, men åt sydväst är den kuperad. Närmaste större samhälle är Danaçı, 4,1 km norr om Uzunqazmalar.
Trakten runt Uzunqazmalar består till största delen av jordbruksmark. Runt Uzunqazmalar är det glesbefolkat, med 17 invånare per kvadratkilometer.